# Paridactus tarsalis
Paridactus tarsalis là một loài bọ cánh cứng trong họ Cerambycidae.